# Biezrukowo (obwód kemerowski)
Biezrukowo (ros. Безруково) – wieś (sieło) w Rosji, w obwodzie kemerowskim, w rejonie nowokuźnieckim. W 2010 liczyła 1814 mieszkańców.